# John Schuberth
John Nils Oscar Schuberth, född 2 juli 1876, död 5 oktober 1946, var en svensk bankdirektör.
Schuberth var anställd i Skandinaviska banken och Skaraborgsbanken där han 1916–1938 var VD. Han invaldes som ledamot nr 585 av Kungliga Musikaliska Akademien den 25 februari 1926 och var ledamot av akademiens styrelse 1934–1939.